# Moala Group
Moala Group är öar i Fiji. De ligger i den västra delen av landet, 190 km väster om huvudstaden Suva.